# Camponotus novaeboracensis
Camponotus novaeboracensis är en myrart som först beskrevs av Fitch 1855.  Camponotus novaeboracensis ingår i släktet hästmyror, och familjen myror. Inga underarter finns listade.